# Euxoa abscondita
Euxoa abscondita là một loài bướm đêm trong họ Noctuidae.